# Symphonie no 10 de Villa-Lobos
Pour les articles homonymes, voir Symphonie no 10.
La symphonie no 10 (Summe pater patrium: Sinfonia ameríndia com coros, Plus grand père de la patrie : symphonie amérindienne avec chœurs, oratorio) de Heitor Villa-Lobos a été composée en 1952-1953.

## Historique
Heitor Villa-Lobos compose sa dixième symphonie pour le quatrième centenaire de la fondation de la ville de São Paulo. Il commence à écrire  à Rio de Janeiro en 1952, et il achève la partition le 15 février 1953 à New York. 
Cette symphonie se fonde sur le poème Beata vergin du père José de Anchieta.
Elle est dédiée à la compagne de Heitor Villa-Lobos, Arminda Neves d'Almeida, surnommée Mindinha.
La dixième symphonie est créée à Paris, au Théâtre des Champs-Élysées, le 4 avril 1957 par Jean Giraudeau, Camille Maurane, Jacques Chalude avec l'Orchestre radio-symphonique de Paris et le Chœur de la radiodiffusion-télévision française sous la direction du compositeur. La revue Mercure de France estime à cette occasion qu'« Il s'agit à la vérité d'une vaste fresque à laquelle conviendrait aussi bien le nom d'oratorio , et qui est un hommage du compositeur brésilien à sa patrie ».

## Mouvements
La symphonie se compose de cinq mouvements :
1. Allegro: "A terra e os seres" (la terre et les êtres)
2. Lento: "Grito de guerra" (cri de guerre)
3. Scherzo (Allegretto scherzando): "Iurupichuna"
4. Lento: "A voz da terra e a aparição de Anchieta" (la voix de la terre et l'apparition d'Anchieta)
5. Poco allegro

Son exécution demande cinquante-sept à soixante-trois minutes.

## Discographie
- Jean Giraudeau, Camille Maurane, Jacques Chalude avec l'Orchestre radio-symphonique de Paris et le Chœur de la radiodiffusion-télévision française dirigés par Heitor Villa-Lobos, 1957 (INA).
- L'Orchestre symphonique de Santa Barbara dirigé par Gisèle Ben-Dor, 2000 (cpo).
- Orquesta Sinfonica De Tenerife dirigé par Victor Pablo Pérez, 2004 (Harmonia Mundi)[5].
- L'Orchestre symphonique de l'État de São Paulo dirigé par Isaac Karabtchevsky (pt), 2014 (Naxos)[6].